# Fernand Nault
Fernand Nault, all'anagrafe Fernand-Noël Boissonneault (Montréal, 27 dicembre 1920 – Montréal, 26 dicembre 2006), è stato un ballerino e coreografo canadese.

## Biografia
Abbandonato l'intento originario di diventare sacerdote Nault studia danza con Maurice Morenoff a Montreal e successivamente con importanti insegnanti a New York, Londra e Parigi.
Nel 1944, Nault fu assunto dall'American Ballet Theatre in un'audizione a Montréal per sostituire un ballerino infortunato. Divenne poi un illustre ballerino di carattere, maestro di balletto della compagnia e successivamente direttore della scuola della compagnia. Dopo ventuno anni con l'American Ballet Theatre, nel 1965 fece ritorno a Montréal e accettò l'invito di Ludmilla Chiriaeff a diventare co-direttore artistico e coreografo residente di Les Grands Ballets Canadiens.
L'opera più nota di Nault è probabilmente la sua spettacolare produzione di Casse-Noisette (Lo Schiaccianoci), che dal 1967 è rappresentata annualmente a Montréal nel periodo natalizio.
Tra le altre opere più importanti ricordiamo i Carmina Burana, creati nel 1962 e riproposti nel 1966 da Les Grands Ballets Canadiens per la stagione dell'Expo 67, e il balletto rock di grande successo Tommy, creato nel 1970 e basato sull'opera rock degli Who.
Nault è stato anche coreografo e maestro di ballo per l'École Supérieure de Danse du Québec, la scuola fondata da Madame Chiriaeff nel 1966. Rimase attivo con i Grands Ballets per molti anni e nel 1990 fu nominato coreografo emerito, titolo che mantenne fino alla sua morte.
Oltre a lavorare per la compagnia canadese, è stato coreografo ospite di diverse compagnie statunitensi, tra cui il Denver Civic Ballet, l'Atlanta Ballet e il Colorado Ballet, di cui è stato anche direttore artistico per un certo periodo.
Morì a Montreal il giorno prima del suo 86º compleanno, dopo una lunga battaglia contro il morbo di Parkinson.

## Onorificenze
Nault è stato nominato Ufficiale dell'Ordine del Canada nel 1977 e Chevalier de l'Ordre National du Québec nel 1990.
Ha ricevuto riconoscimenti come il Premio alla coreografia del Concorso internazionale di balletto di Varna nel 1976 e il Prix Denise-Pelletier nel 1984. Nel 2000, Nault ha ricevuto il Governor General's Performing Arts Award for Lifetime Artistic Achievement, la più importante onorificenza canadese per le arti dello spettacolo.